# Alfordsville
Alfordsville és una població dels Estats Units a l'estat d'Indiana. Segons el cens del 2000 tenia 112 habitants.

## Demografia
Segons el cens del 2000, Alfordsville tenia 112 habitants, 44 habitatges, i 30 famílies. La densitat de població era de 617,8 habitants per km².
Dels 44 habitatges en un 34,1% hi vivien nens de menys de 18 anys, en un 59,1% hi vivien parelles casades, en un 9,1% dones solteres, i en un 31,8% no eren unitats familiars. En el 31,8% dels habitatges hi vivien persones soles el 20,5% de les quals corresponia a persones de 65 anys o més que vivien soles. El nombre mitjà de persones vivint en cada habitatge era de 2,55 i el nombre mitjà de persones que vivien en cada família era de 3,2.
Per edats la població es repartia de la següent manera: un 26,8% tenia menys de 18 anys, un 10,7% entre 18 i 24, un 21,4% entre 25 i 44, un 27,7% de 45 a 60 i un 13,4% 65 anys o més.
L'edat mediana era de 38 anys. Per cada 100 dones de 18 o més anys hi havia 95,2 homes.
La renda mediana per habitatge era de 54.375 $ i la renda mediana per família de 55.000 $. Els homes tenien una renda mediana de 37.500 $ mentre que les dones 19.531 $. La renda per capita de la població era de 21.111 $. Entorn del 9,4% de les famílies i el 18,5% de la població estaven per davall del llindar de pobresa.

## Poblacions més properes
El següent diagrama mostra les poblacions més properes.